# Heinz Rutishauser
Heinz Rutishauser (* 30. Januar 1918 in Weinfelden, Schweiz; † 10. November 1970 in Zürich) war ein Schweizer Mathematiker und ein Pionier der modernen numerischen Mathematik und der Informatik avant la lettre.

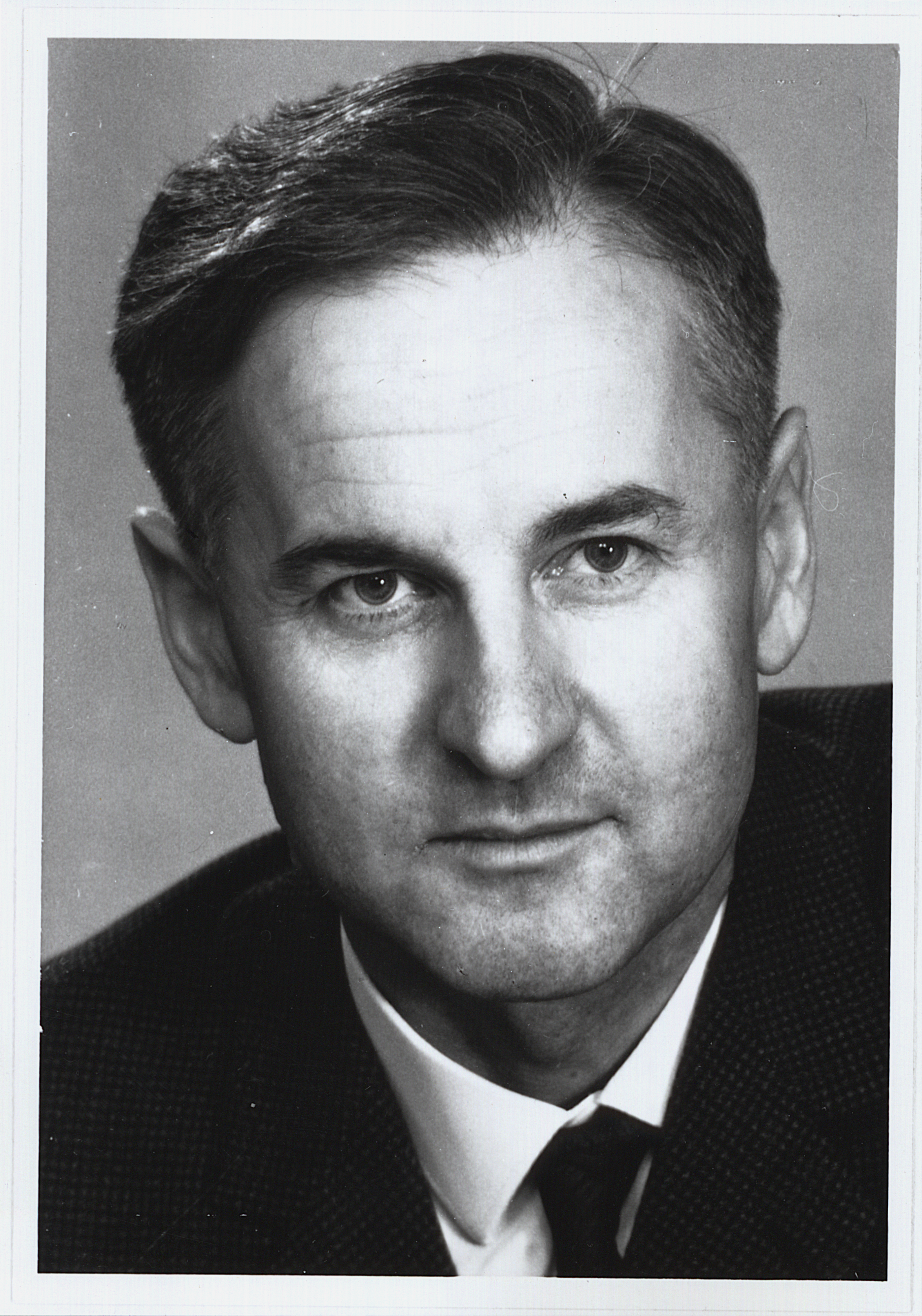
Heinz Rutishauser (1960)

## Leben
Heinz Rutishauser studierte ab 1936 Mathematik an der ETH Zürich und schloss 1942 mit dem Diplom ab. Von 1942 bis 1945 war er Assistent von Walter Saxer an der ETH und von 1945 bis 1948 Mathematiklehrer in Glarisegg und an der Kantonsschule Trogen. 1948 promovierte er an der ETH mit einer viel beachteten Dissertation über Funktionentheorie.
1948/49 hielt sich Rutishauser in den USA an den Universitäten Harvard und Princeton auf. Von 1949 bis 1955 war er wissenschaftlicher Mitarbeiter am kurz zuvor von Eduard Stiefel gegründeten Institut für Angewandte Mathematik der ETH Zürich, wo er zusammen mit Ambros Speiser massgeblich an der Entwicklung des ersten Schweizer Computers ERMETH beteiligt war. Dabei leistete er insbesondere auf dem Gebiet der Compiler Pionierarbeit, indem er in seiner Habilitationsschrift an der ETH schon 1951 das Prinzip eines Compilers und der dafür notwendigen zusätzlichen Programmbefehle beschrieb, die höhere Programmiersprache Superplan entwarf und das Schlüsselwort für der For-Schleife einführte. Auch wirkte er an der Definition der Programmiersprachen Algol 58 + 60 mit. 1958 führte er den LR-Algorithmus ein, der auf der LR-Zerlegung basiert, aber heute weitgehend durch den stabileren QR-Algorithmus ersetzt ist.
1951 wurde Rutishauser Privatdozent, 1955 ausserordentlicher und 1962 ordentlicher Professor für Angewandte Mathematik an der ETH. 1968 wurde er Leiter der Fachgruppe für Computerwissenschaften, aus der später das Institut für Informatik und schliesslich das Departement Informatik der ETH Zürich hervorgingen.
Spätestens seit den 1950er Jahren litt Rutishauser an Herzbeschwerden. 1964 erlitt er einen schweren Herzinfarkt, von dem er sich zunächst wieder erholte. Er starb am 10. November 1970 in seinem Büro an akutem Herzversagen. Nach seinem Tod kümmerte sich seine Frau Margrit um die Herausgabe seiner nachgelassenen Werke.
Die Schriftstellerin Hanna Rutishauser ist seine Tochter.

## Schriften
- Automatische Rechenplanfertigung. Habilitationsschrift ETHZ, 1951.
- Automatische Rechenplanfertigung bei programmgesteuerten Rechenmaschinen. Birkhäuser, Basel 1952 (PDF; 4,1 MB).
- Some programming techniques for the ERMETH, JACM, 2(1), Januar 1955, S. 1–4.
- mit Alwin Walther, Josef Heinhold: Diskussionsbeiträge bei der Computer-Tagung 1955 in Darmstadt. 1956.
- Der Quotienten-Differenzen-Algorithmus. Birkhäuser, Basel 1957.
- mit Hermann Bottenbruch, Friedrich L. Bauer, Klaus Samelson: Proposal for a universal language for the description of computing processes. 1958.
- Vorlesungen über numerische Mathematik. Band I: Gleichungssysteme, Interpolation und Approximation. Martin Gutknecht (Hrsg.). Birkhäuser, Basel 1976, ISBN 3-7643-0810-9.
- Vorlesungen über numerische Mathematik. Band II: Differentialgleichungen und Eigenwertprobleme. Martin Gutknecht (Hrsg.). Birkhäuser, Basel 1976, ISBN 3-7643-0850-8.
- mit Ambros Paul Speiser, Eduard Stiefel: Programmgesteuerte digitale Rechengeräte (Elektronische Rechenmaschinen). Birkhäuser, Basel 1951.
- mit Hans Rudolf Schwarz, Eduard Stiefel: Numerik symmetrischer Matrizen. 2. Auflage. Teubner, Stuttgart 1972, ISBN 3-519-12311-8.
- Walter Gander (Hrsg.): Numerische Prozeduren. Aus Nachlass und Lehre. Birkhäuser, Basel 1998, ISBN 3-7643-0874-5.
- mit Roland Bulirsch: Interpolation und genäherte Quadratur, und Darstellung von Funktionen in Rechenautomaten. In: Robert Sauer, Istvan Szabo: Die mathematischen Hilfsmittel des Ingenieurs. Band 3. Springer Verlag, 1968.